# Rosso di Ribia
Rosso di Ribia är en bergstopp i Schweiz.   Den ligger i distriktet Locarno och kantonen Ticino, i den södra delen av landet, 110 km sydost om huvudstaden Bern. Toppen på Rosso di Ribia är 2 541 meter över havet, eller 560 meter över den omgivande terrängen. Bredden vid basen är 6,3 km.
Terrängen runt Rosso di Ribia är huvudsakligen bergig, men åt sydväst är den kuperad. Runt Rosso di Ribia är det mycket glesbefolkat, med 4 invånare per kvadratkilometer.. Närmaste större samhälle är Cevio, 8,2 km nordost om Rosso di Ribia. 
I omgivningarna runt Rosso di Ribia växer i huvudsak blandskog.